# Barreirense Futebol Clube
|  | No s'ha de confondre amb FC Barreirense. |

El Barreirense Futebol Clube és un club capverdià de futbol de la ciutat de Barreiro a l'illa de Maio.

## Palmarès
- Lliga de Maio de futbol:[5]

2005/06, 2009/10, 2017/18
- Copa de Maio de futbol:

2009/10
- Supercopa de Maio de futbol:

2009/10
- Torneig d'Obertura de Maio de futbol:

2000/01